# Mennoblatt
Das Mennoblatt war eine mennonitische Zeitung in Paraguay von 1930 bis 2024.

## Geschichte
Im Dezember 1930 wurde die erste Ausgabe des Menno-Blattes in der neu gegründeten Kolonie Fernheim im Gebiet Chaco in Paraguay  herausgegeben. Es wurde das Mitteilungsblatt der mennonitischen Gemeinden in der Region, deren Mitglieder vor allem aus der Sowjetunion  gekommen waren.
Anfangs wurde es unter provisorischen Bedingungen hergestellt. Der erste Herausgeber war Nikolai Siemens. 1935 erschien es zweimal im Monat und  wurde an 1600 Deutsche in Paraguay kostenlos verteilt.
Zu den Inhalten des Mennoblattes gehörten neben religiösen Texten vor allem Berichte über und  für die Deutschen in der Region.
Ab 1956 übernahm die Siedlergemeinschaft die Herausgabe als offizielles Organ. In diesem Jahr wurde auch eine Rubrik zu Sprachfragen eingerichtet. In den folgenden Jahren  hatte das Mennoblatt eine Auflage von bis zu 2.900 Exemplaren. Es wurde auch von Auswanderern als Informationsblatt über die bisherige Heimat weiter gelesen.
In den folgenden Jahrzehnten nahm die Zahl der Leser auf Grund veränderter Bedingungen   und geringerer Deutschkenntnisse weiter ab.
Von Januar 2024 ist die letzte Ausgabe feststellbar. Danach wurde die Zeitung offenbar eingestellt als vorletzte bekannte deutschsprachige Printzeitung in Lateinamerika.